# Cryptodiaporthe pyrrhocystis
Cryptodiaporthe pyrrhocystis är en svampart som först beskrevs av Berk. & Broome, och fick sitt nu gällande namn av Lewis Edgar Wehmeyer 1933. Cryptodiaporthe pyrrhocystis ingår i släktet Cryptodiaporthe och familjen Gnomoniaceae.  Arten är reproducerande i Sverige. Inga underarter finns listade i Catalogue of Life.